# Braunschweig Open 2022
Il Braunschweig Open 2022 è stato un torneo maschile di tennis professionistico. È stata la 28ª edizione del torneo, facente parte della categoria Challenger 125 nell'ambito dell'ATP Challenger Tour 2022, con un montepremi di 134 920 €. Si è svolto dal 4 al 10 luglio 2022 sui campi in terra rossa del Braunschweiger Tennis und Hockey Club di Braunschweig, in Germania.

## Partecipanti

### Teste di serie
| Nazionalità | Giocatore               | Ranking* | Testa di serie |
| ----------- | ----------------------- | -------- | -------------- |
| Spagna      | Pedro Martínez          | 50       | 1              |
| Argentina   | Federico Coria          | 67       | 2              |
| Argentina   | Federico Delbonis       | 84       | 3              |
| Spagna      | Bernabé Zapata Miralles | 90       | 4              |
| Svizzera    | Henri Laaksonen         | 96       | 5              |
| Spagna      | Carlos Taberner         | 98       | 6              |
| Colombia    | Daniel Elahi Galán      | 109      | 7              |
| Perù        | Juan Pablo Varillas     | 110      | 8              |

* Ranking al 27 giugno 2022.

### Altri partecipanti
I seguenti giocatori hanno ricevuto una wild card per il tabellone principale:
- Pedro Martínez
- Rudolf Molleker
- Marko Topo

I seguenti giocatori sono entrati in tabellone come special exempt:
- Benjamin Hassan
- Zhang Zhizhen

I seguenti giocatori sono entrati in tabellone come alternate:
- Marco Cecchinato
- Sumit Nagal

I seguenti giocatori sono passati dalle qualificazioni:
- Jozef Kovalík
- Adrian Andreev
- Oscar José Gutierrez
- Kacper Żuk
- Oleksii Krutykh
- Maxime Janvier

Il seguenti giocatore è entrato in tabellone come lucky loser:
- Michael Geerts

## Campioni

### Singolare
Jan-Lennard Struff ha sconfitto in finale  Maximilian Marterer con il punteggio di 6–2, 6–2.

### Doppio
Marcelo Demoliner /  Jan-Lennard Struff hanno sconfitto in finale  Roman Jebavý /  Adam Pavlásek con il punteggio di 6–4, 7–5.